# Filozofia dreptului
Filozofia dreptului este studiul filozofic asupra dreptului și are ca punct de plecare interogații de forma „ce este dreptul?” „care este relația dintre drept și morală?” (sau distincția legal - moral) „ce temeiuri există în criteriile cu care operează dreptul?”, etc.

## Istoric

### Antichitate
În numeroasele civilizații ale Antichității, filozofia dreptului s-a limitat în mod special la motivația legitimității autorității statale. Așadar, filozofia dreptului începe cu cercetarea antitezei între justul naturii și justul legal.

## Jurisprudență analitică
Obiectivul principal al jurisprudenței analitice a fost, în mod tradițional, oferirea clarității deoseberii legii ca sistem de norme de alte sisteme de norme, cum ar fi normele etice. Întrebarea care a primit cea mai mare atenție din partea filozofilor de drept este: Ce este legea?

## Jurisprudență normativă
Pe lângă jurisprudența analitică, filosofia dreptului se referă, de asemenea, la teoriile normative ale legii. Jurisprudența normativă implică întrebări normative, evaluative și alte întrebări prescriptive despre lege. 

## Personalități notorii în filozofia dreptului
- Platon
- Socrate
- Aristotel
- Toma de Aquino
- Francis Bacon
- John Locke
- Francisco Suárez
- Francisco de Vitoria
- Hugo Grotius
- Baruch Spinoza
- John Austin
- Frédéric Bastiat
- Jeremy Bentham
- Emilio Betti
- António Castanheira Neves
- Jules Coleman
- Ronald Dworkin
- Francisco Elías de Tejada y Spínola
- Miguel Reale
- John Finnis
- Lon L. Fuller
- Leslie Green
- Robert P. George
- Germain Grisez
- H. L. A. Hart
- Georg Wilhelm Friedrich Hegel
- Oliver Wendell Holmes, Jr.
- Tony Honoré
- Rudolf von Jhering
- Immanuel Kant
- Johann Gottlieb Fichte
- Hans Kelsen
- Joel Feinberg
- David Lyons
- Robert Alexy
- Reinhold Zippelius
- Neil MacCormick
- William E. May
- Martha Nussbaum
- Gustav Radbruch
- Joseph Raz
- Jeremy Waldron
- Friedrich Carl von Savigny
- Robert Summers
- Roberto Unger
- John Rawls
- Pierre Schlag
- Robin West
- Carl Schmitt

## Vezi și
- Raționalism critic
- Economie constituțională
- Drept
- Dreptate
- Jurisprudență
- Drept și economie
- Drept natural
- Supremația dreptului